# Нојхаус ам Ренвег
Нојхаус ам Ренвег (њем. Neuhaus am Rennweg) град је у њемачкој савезној држави Тирингија. Једно је од 16 општинских средишта округа Зонеберг. Према процјени из 2010. у граду је живјело 5.569 становника. Посједује регионалну шифру (AGS) 16072013.

## Географски и демографски подаци
Нојхаус ам Ренвег се налази у савезној држави Тирингија у округу Зонеберг. Град се налази на надморској висини од 830 метара. Површина општине износи 22,7 km². У самом граду је, према процјени из 2010. године, живјело 5.569 становника. Просјечна густина становништва износи 245 становника/km².